# André Gide
Pour les articles homonymes, voir Gide.
André Gide, né le 22 novembre 1869 à Paris dans le 6e arrondissement, mort le 19 février 1951 à Paris dans le 7e arrondissement, est un écrivain français. Il obtient le prix Nobel de littérature en 1947.
Après une jeunesse perturbée par le puritanisme de son milieu, le jeune Parisien, qui se lie d'une amitié intense et tourmentée avec Pierre Louÿs, tente de s'intégrer au milieu littéraire post-symboliste et d'épouser sa cousine. Une rencontre avec Oscar Wilde et un voyage initiatique avec Paul Albert Laurens le font rompre avec le protestantisme et vivre son homosexualité. Il écrit notamment Paludes qui clôt sa période symboliste et, après la mort « libératrice » de sa mère et ses noces avec sa cousine Madeleine en 1895, il achève Les Nourritures terrestres, dont le lyrisme est salué par une partie de la critique à sa parution en 1897, mais qui est aussi critiqué pour son individualisme. Après des échecs au théâtre, il s'affirme comme un romancier moderne dans la construction et dans les thématiques — en faisant notamment de l’arbitraire un sujet privilégié de sa réflexion — et s'impose dans les revues littéraires.
Si André Gide y soutient le combat des dreyfusards, mais sans militantisme, il préfère les amitiés littéraires — Roger Martin du Gard, Paul Valéry ou Francis Jammes —, amitiés qui s'effacent parfois avec le temps comme celle de Pierre Louÿs. C'est avec ces amis qu'il fonde La Nouvelle Revue française (NRF), dont il est le chef de file et joue dès lors un rôle important dans les lettres françaises.
Parallèlement, il publie des romans sur le couple qui le font connaître, comme L'Immoraliste en 1902 ou La Porte étroite en 1909. Ses autres romans publiés avant et après la Première Guerre mondiale — Les Caves du Vatican (1914) délibérément disloqué, La Symphonie pastorale (1919), son livre le plus lu, traitant du conflit entre la morale religieuse et les sentiments, Les Faux-monnayeurs (1925) à la narration non linéaire — l'établissent comme un écrivain moderne de premier plan auquel on reproche parfois une certaine préciosité. Les préoccupations d'une vie privée marquée par l'homosexualité assumée et le désir de bousculer les tabous sont à l'origine de textes plus personnels comme Corydon (publié tardivement en 1924) où il défend l'homosexualité et la pédérastie. Puis Si le grain ne meurt (1926), récit autobiographique relate sa petite enfance bourgeoise, ses attirances pour les garçons et sa vénération pour sa cousine Madeleine, qu'il finit par épouser tout en menant une vie privée compliquée.
Son œuvre trouve ensuite un nouveau souffle avec la découverte des réalités du monde auxquelles il est confronté. Ainsi, le voyageur esthète découvre l'Afrique subsaharienne et publie en 1927 le journal de son Voyage au Congo, dans lequel il dénonce les pratiques inhumaines des compagnies concessionnaires, mais aussi celles de l'administration coloniale et l'attitude de la majorité des Européens à l'égard des populations colonisées, déclenchant une crise politique. Au début des années 1930, il s'intéresse au communisme, s'enthousiasme pour le régime soviétique, mais subit une désillusion lors de son voyage sur place à l'été 1936. Il publie son témoignage la même année, Retour de l'U.R.S.S., qui lui vaut de virulentes attaques des communistes. Il persiste cependant dans sa dénonciation du totalitarisme soviétique au moment des procès de Moscou et s'engage, parallèlement, dans le combat des intellectuels contre le fascisme.
En 1940, accablé par les circonstances, il abandonne La Nouvelle Revue française et quasiment l'écriture en se repliant sur la Côte d'Azur, puis en Afrique du Nord durant la guerre. Après le conflit, il est mis à l'écart de la vie littéraire, mais honoré par le prix Nobel de littérature en 1947. Il se préoccupe dès lors de la publication intégrale de son Journal. Il meurt le 19 février 1951.

## Biographie

### Enfance

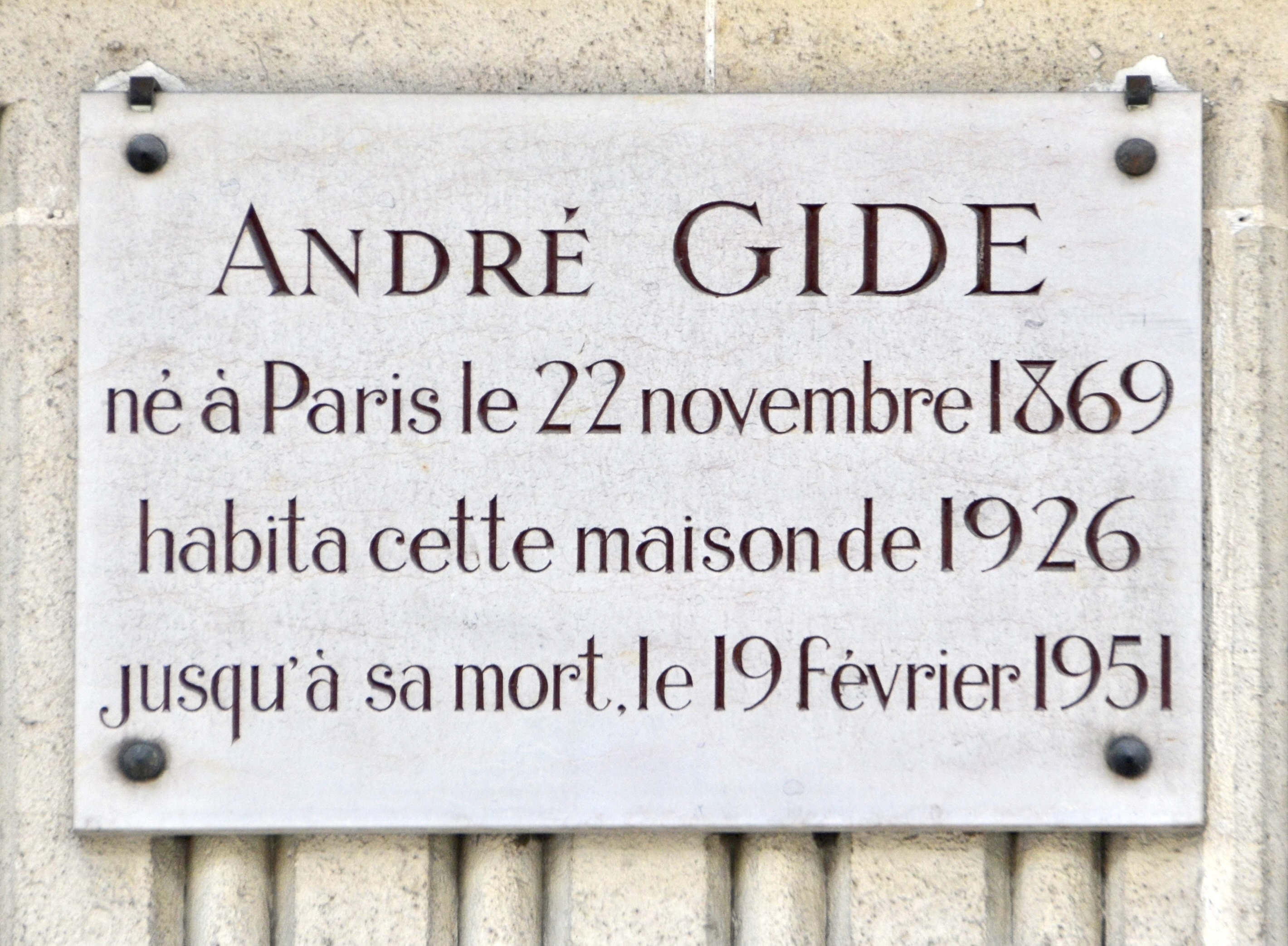
Plaque au 1bis, rue Vaneau, Paris (7e).

Paul Guillaume André Gide est issu d'une famille « protestante, riche et intellectuelle ». 
Son père, Jean Paul Guillaume Gide, né en 1832 à Uzès (département du Gard), mort en 1880 (André a alors onze ans), est professeur à la faculté de droit de Paris et chevalier de l'ordre de la Légion d'honneur. Son oncle, Charles Gide, est économiste et professeur au Collège de France. Sa famille paternelle descend d'une austère famille huguenote qui cultive le souvenir des dragonnades et l'esprit de résistance.
Sa mère, Juliette Marie Rondeaux, est la fille de riches bourgeois rouennais, protestants également. L'enfance de Gide est marquée par une alternance entre des séjours en Normandie — à Rouen, dans la famille Rondeaux, et à La Roque-Baignard (Calvados), propriété maternelle — et des séjours chez sa grand-mère paternelle à Uzès, dont il aime passionnément les paysages. Il attachera beaucoup d'importance à ces influences contradictoires, quitte à exagérer leur caractère antithétique. Il est aussi le neveu de l'économiste Charles Gide.
À Paris, les Gide habitent successivement 19 rue de Médicis, puis rue de Tournon (à partir de 1875), à proximité du jardin du Luxembourg. Non loin d'eux, s'installe Anna Shackleton, une pieuse Écossaise jadis placée auprès de la famille Rondeaux comme gouvernante et institutrice de Juliette, qui s’est liée avec elle d'une amitié indéfectible. Anna Shackleton, par sa douceur, sa gaieté et son intelligence, joue un rôle important auprès du jeune Gide. Évoquée dans la Porte étroite et dans Si le grain ne meurt, sa mort, en 1884, le marque profondément et douloureusement.
Enfant, André Gide commence l'apprentissage du piano, qu'il redécouvrira dans les années trente au contact de Youra Guller, rencontre qui réorientera le dernier tiers de sa vie. Interprète sensible à l'analyse fine et originale, il regrettera de ne pas avoir connu assez tôt les professeurs qui eussent fait de lui un véritable musicien. En 1877, il intègre l'École alsacienne, entamant une scolarité discontinue. En effet, il est bientôt renvoyé pour trois mois après s'être laissé aller à ses « mauvaises habitudes », c'est-à-dire la masturbation. Peu après son retour en classe — « guéri » par les menaces de castration d'un médecin et la tristesse de ses parents — la maladie l'en éloigne à nouveau. Malgré les objurgations médicales et parentales, l'onanisme — qu’il nomme « vice » et qu'il ne pratique pas sans un fort goût de péché et de triste défaite — reprendra plus tard sa place parmi ses habitudes, ce qui lui fera écrire à 23 ans qu'il a vécu jusqu'à cet âge « complètement vierge et dépravé ».
Le décès de son père, le 28 octobre 1880, l'écarte un peu plus d'une scolarité normale. Déjà marqué par la mort d'un petit cousin, Émile Widmer, qui provoque chez lui une profonde crise d'angoisse, baptisée, d'après Goethe, du nom allemand de Schaudern, André perd, avec la mort de Paul Gide, une relation heureuse et tendre, qui le laisse seul face à sa mère : « Et je me sentis soudain tout enveloppé par cet amour, qui désormais se refermait sur moi ». Juliette Gide, souvent présentée comme une mère rigoriste et castratrice, n'en éprouve pas moins pour son enfant un amour profond, tout comme celui qu'André Gide lui porte. Elle aura toujours à cœur de l'accompagner dans son cheminement intellectuel – quitte à y porter la contradiction – et montrera une souplesse d'esprit bien supérieure à celle que l'on pouvait attendre d'une jeune fille Rondeaux. Il n'en reste pas moins que son amour étouffant, sa « sollicitude sans cesse aux aguets » a souvent excédé son fils.
Durant l'année 1881, Juliette Gide l'emmène d'abord en Normandie — il y connaît un second Schaudern : « Je ne suis pas pareil aux autres ! Je ne suis pas pareil aux autres ! ») — où elle confie son instruction à un précepteur peu inspiré. Puis elle le conduit à Montpellier, auprès de l'oncle Charles Gide. Persécuté par ses condisciples, Gide échappe au lycée grâce à une maladie nerveuse plus ou moins simulée. Après une série de cures, il réintègre l'École alsacienne en 1882, avant que des migraines ne l'en chassent. Suit une alternance de séjours entre Paris et Rouen, où le jeune André est confié à des professeurs particuliers à l'efficacité variable.

### Vocations

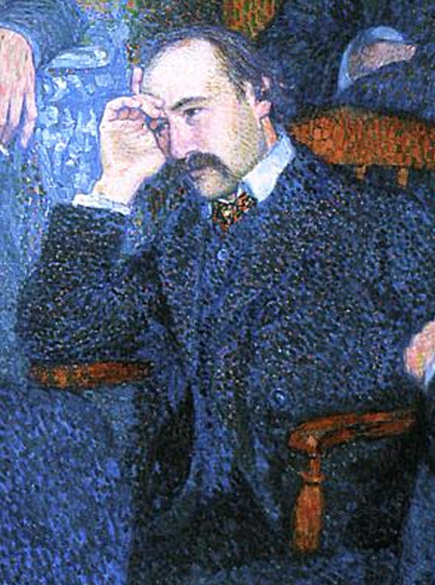
André Gide par Théo van Rysselberghe.
Détail de La Lecture par Émile Verhaeren.

Durant l'un de ses séjours à Rouen, à l'automne 1882, il surprend le chagrin secret que sa cousine Madeleine entretient à propos des relations adultères de sa mère. Dans son émotion, il découvre « un nouvel orient à [sa] vie ». Là naît une relation longue et tortueuse. Gide est fasciné par la jeune fille, par sa conscience du mal, son sens rigide et conformiste de ce qu'il faut faire, une somme de différences qui l'attire. Il se construit peu à peu de sa cousine une image parfaite dont il tombe amoureux, de façon purement intellectuelle et néanmoins passionnée.
À partir de 1883, il suit pendant deux ans des cours particuliers chez M. Bauer. Auprès de celui-ci, il découvre, entre autres, le Journal d'Amiel, qui l'incitera bientôt à tenir son propre journal intime. Son cousin Albert Démarest, par son attention bienveillante et ouverte, joue également un rôle important auprès de lui, obtenant par exemple de sa mère réticente l'accès à la bibliothèque paternelle.
Entre 1885 et 1888, le jeune André vit une période d'exaltation religieuse — qualifiée « d'état séraphique » — qu'il partage avec sa cousine grâce à une correspondance nourrie et des lectures communes. Il puise abondamment dans la Bible, les auteurs grecs, et pratique l'ascétisme. En 1885, il fait connaissance à La Roque-Baignard de François de Witt-Guizot, qu'il associe un temps à son mysticisme. L'année suivante, c’est le pasteur Élie Allégret, précepteur d'un été, qui devient son ami.
André Gide pour rattraper son retard scolaire est placé à la pension Keller, maison d’éducation protestante ouverte au 4 rue de Chevreuse en 1834 par Jean-Jacques Keller (1809-1889, pédagogue zurichois anciennement sous-directeur au collège Sainte-Barbe-des-Champs à Fontenay-aux-Roses) et par Valdemar Monod (1807-1870, frère du prédicateur Adolphe Monod), lequel quittera rapidement cette institution pour prendre une charge de courtier maritime. À l’époque de Gide, l’institution était dirigée par le fils Keller, Jean-Jacques-Édouard (1837-1913), le « Monsieur Jacob » dont parle Si le grain ne meurt,. Les comptes de la mère d’André Gide permettent de préciser les dates du passage de son fils dans l’institution : de novembre 1885 à juillet 1888.

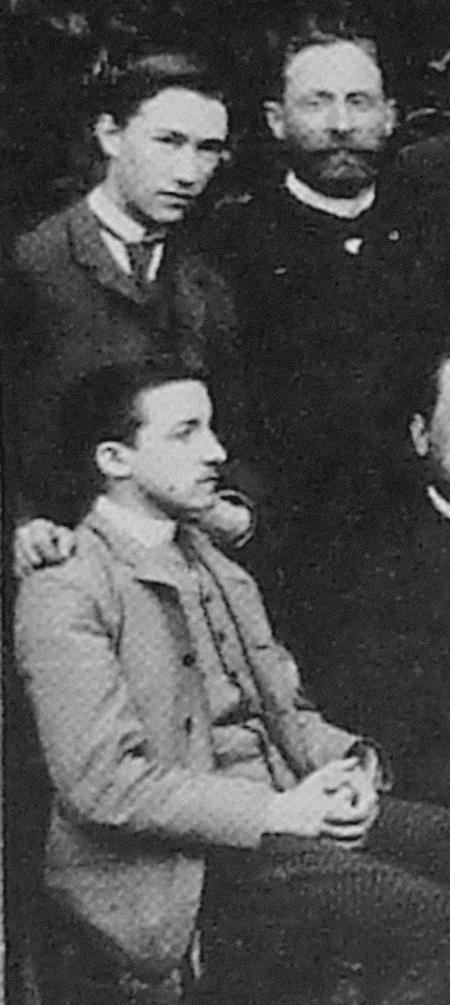
Gide (debout) et Pierre Louÿs (assis) sur une photo de classe, à l'école alsacienne en 1887.

Il venait suivre un cours avec M. Jacob à contretemps des autres élèves qui quittaient la pension pour le lycée, quand lui-même arrivait pour suivre des cours avec des répétiteurs particuliers (surtout avec monsieur Jacob). Il ne vint ensuite (après 18 mois de présence effective) qu’un jour par semaine (le mercredi) prendre un repas dans l’institution. Ce régime fut très bénéfique au jeune garçon selon Jean Delay : « l’auteur de Si le grain ne meurt, connut une croissance intellectuelle rapide, et rattrapa en 18 mois le retard…, et il allait entrer en classe de rhétorique… il devint un excellent élève. »
En 1887, il réintègre l'École alsacienne en rhétorique et y rencontre Pierre Louÿs, avec lequel il s'engage dans une amitié passionnée, qui gravite autour de la littérature et de leur commune volonté d'écrire. L'année suivante, en se préparant au baccalauréat de philosophie (au lycée Henri-IV), il découvre Schopenhauer. Après le baccalauréat (1889), il se met à fréquenter les salons littéraires, rencontrant de nombreux écrivains. Son premier recueil, Les Cahiers d'André Walter, grâce auquel il espère obtenir un premier succès littéraire et la main de sa cousine, rencontre la faveur de la critique, à défaut d’attirer l'attention du public. Les Cahiers lui permettent de rencontrer Maurice Barrès (celui du Culte du moi, non celui des Déracinés, auquel il s’opposera) et Mallarmé, au contact duquel son mysticisme religieux se transforme en mysticisme esthétique. Alors que naît avec Paul Valéry (qu'il rencontre par l'entremise de Pierre Louÿs) une amitié durable, ses relations avec Pierre Louÿs — qui l’accuse, comme sa cousine, d'égocentrisme — commencent à se détériorer. Quant à Madeleine, elle refuse de l’épouser et s’éloigne craintivement de lui. Commence alors une longue lutte pour vaincre sa résistance et convaincre la famille, elle aussi opposée à cette union. Dans l’ensemble, cette période de fréquentation assidue et vaine des salons — une « selve obscure » — le déprime.

### Tentation de vivre
En 1891, peu après avoir écrit le Traité du Narcisse, il rencontre Oscar Wilde. L’homme l'effraie autant qu’il le fascine. Pour Gide qui commence à se détacher d’André Walter, de son idéal ascétique et du rejet de la vie, Wilde est l'exemple même d'une autre voie.
Au printemps 1892, un voyage en Allemagne, sans sa mère, est l'occasion d’approfondir sa connaissance de Goethe. Gide commence alors à penser que « c’est un devoir que de se faire heureux ». Dans les Élégies romaines, il découvre la légitimité du plaisir — à l’opposé du puritanisme qu’il a toujours connu — et il en découle pour lui une « tentation de vivre ». C'est aussi le début des tensions avec sa mère. Celle-ci cependant décide de soutenir son fils dans la conquête de Madeleine, contre le reste de la famille Rondeaux et la jeune fille elle-même, qui reste fermement opposée à une union avec son cousin.

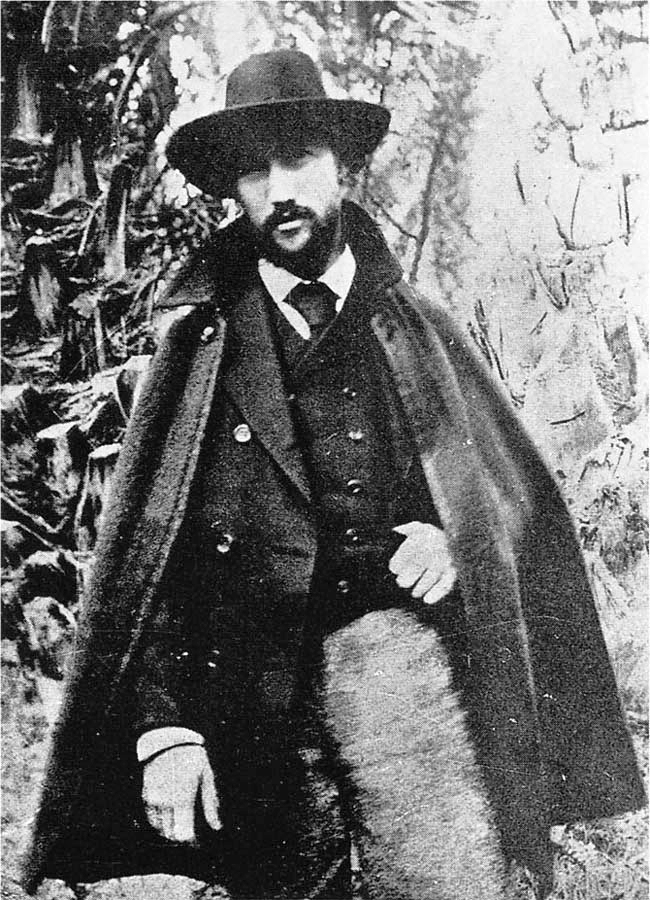
André Gide en 1893.

Durant l’été 1892, il écrit le Voyage d'Urien qui sera cosigné avec le peintre Maurice Denis qui réalise à la demande de Gide, et par l'intermédiaire d'Edmond Bailly, trente lithographies originales. À sa sortie, le livre est ignoré par la critique, et les encouragements des proches sont peu fournis. À l’automne, après un bref passage en caserne — mal vécu — et cinq conseils de révision, Gide est réformé. L'année suivante est marquée par la naissance d’une nouvelle amitié — exclusivement épistolaire dans un premier temps — avec Francis Jammes, que lui a présenté Eugène Rouart.
C’est cependant une autre amitié, celle de Paul Laurens, qui va jouer un rôle décisif. Le jeune peintre, dans le cadre d'une bourse d’étude, doit voyager durant un an et l’invite à se joindre à lui. Ce périple, rapporté dans Si le grain ne meurt, va être pour Gide l’occasion d’un affranchissement moral et sexuel qu’il appelait de ses vœux. Ils partent en octobre 1893 pour un voyage de neuf mois, en Tunisie, en Algérie et en Italie. Dès le départ, Gide est malade et son état empire à mesure que les deux jeunes gens descendent vers le sud de la Tunisie. C'est pourtant dans ce contexte, à Sousse, qu’il découvre le plaisir avec un jeune garçon, Ali. Paul et André s'installent ensuite à Biskra en Algérie, où se poursuit leur initiation, dans les bras de la jeune Mériem. L’intrusion soudaine de Juliette Gide, inquiète pour la santé de son fils, vient rompre leur intimité, avant que le voyage ne reprenne sans elle, en avril 1894. À Syracuse, brièvement aperçue, succède la découverte de Rome que Gide toujours maladif apprécie peu. Il séjourne alors deux semaines dans la petite ville thermale d'Acquasanta Terme dans la région des Marches, avant de gagner Florence. Alors que Paul Laurens rentre en France, Gide poursuit vers la Suisse pour y consulter le docteur Andreae. Celui-ci diagnostique une maladie essentiellement nerveuse et lui redonne foi en sa santé. Après un passage par La Roque-Baignard, il retourne en Suisse et s’installe à La Brévine, qui servira de décor à la Symphonie pastorale. Il y achève Paludes tout en songeant aux Nourritures terrestres.

### Mariage
L’année 1895 débute par un second voyage en Algérie. Gide rencontre à nouveau Wilde, flanqué de Lord Alfred Douglas (« Bosie »), et connaît une autre nuit décisive en compagnie d'un jeune musicien. La correspondance avec sa mère accuse une opposition de plus en plus véhémente. Cependant, à son retour en France, les retrouvailles sont sereines. Madeleine, qu'il revoit au même moment, se rapproche enfin de lui. La mort brusque de Juliette Gide, le 31 mai 1895 — provoquant en son fils de la douleur et un sentiment de libération —, semble précipiter les choses.

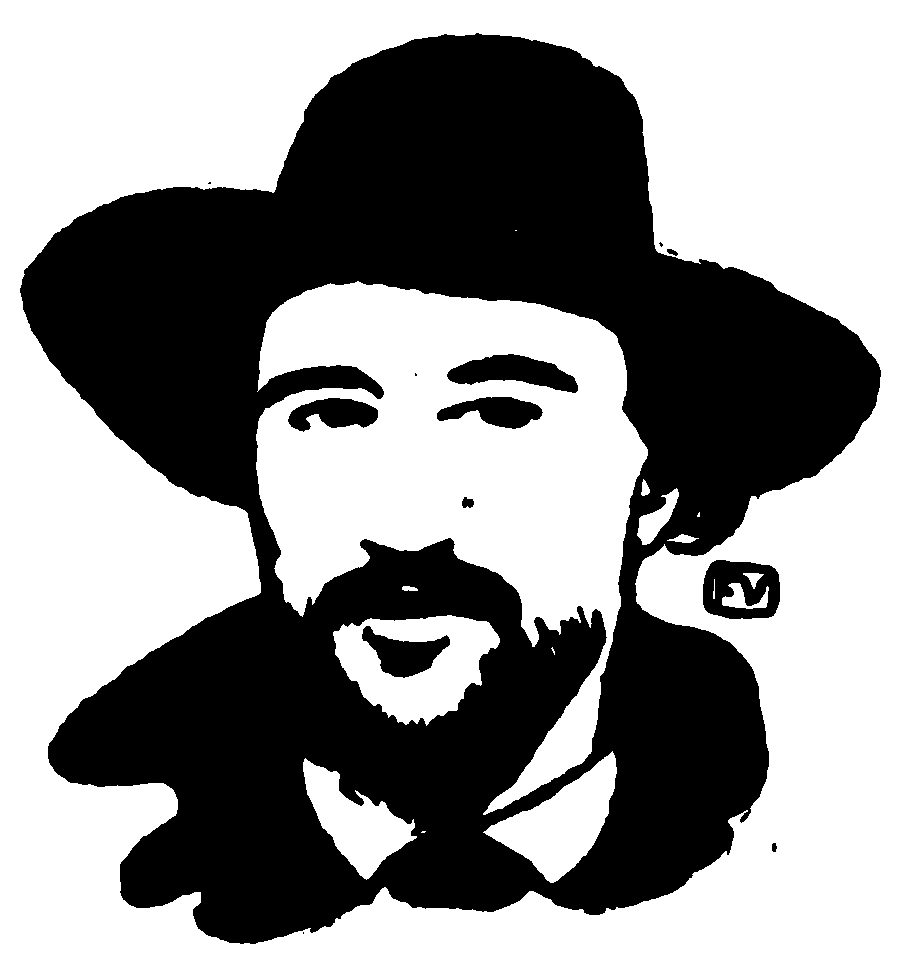
Portrait d'André Gide
par Félix Vallotton
paru dans Le Livre des masques
de Remy de Gourmont (1898).

Les fiançailles ont lieu en juin, et le mariage, qui ne sera jamais consommé, le 8 octobre au temple protestant d'Étretat. Suit un voyage de noces de sept mois durant lequel André, désormais en pleine santé, se sent sans cesse freiné par une épouse maladive. En Suisse, il travaille aux Nourritures terrestres, commencées à Biskra. Il écrit également une postface à Paludes, qui fait de l'ouvrage une préface aux Nourritures, Paludes clôturant de manière satirique la période symboliste, et les Nourritures ouvrant une voie nouvelle. Gide gardera l’habitude de considérer ses œuvres comme des jalons sur son chemin, écrites par réaction les unes aux autres et qu'on ne peut comprendre que dans une vue d'ensemble.
Le voyage des jeunes mariés se poursuit en Italie, puis, de nouveau, en Algérie, à Biskra, où les Gide reçoivent la visite de Jammes et Rouart. De retour en France au printemps 1896, Gide apprend qu'il a été élu maire de La Roque-Baignard. S'il exerce consciencieusement son mandat, il refuse de s'engager en politique, de même qu'il refuse de s'enrôler dans une école littéraire. La même année, il fait la connaissance de Philippe Berthelot, le secrétaire général du Quai d'Orsay, qui restera ensuite son ami.
Durant l'été, il écrit El Hadj (publié dans la revue du Centaure) et achève les Nourritures. Publié en 1897, le livre reçoit un accueil élogieux, mais également des critiques tant sur le fond (Francis Jammes et d'autres lui reprochent son individualisme et sa joie indécente) que sur la forme, les critiques peinant à comprendre la structure de l’œuvre, à l'exception notable d’Henri Ghéon. Entre les deux hommes se noue une amitié profonde qui dure jusqu'à la conversion de Ghéon au catholicisme en 1916.

### Pédophilie
Madeleine Rondeaux, sa cousine, devenue sa femme, n'apprend ses agissements pédophiles qu'en 1916, en prenant connaissance d'une lettre sans ambiguïté adressée à son mari. L'historienne Anne-Claude Ambroise-Rendu note dans son livre Histoire de la pédophilie, en parlant de Gide et de Montherlant : « Et c'est bien en tant qu'homosexuels amateurs de jeunes chairs qu'ils seront célébrés ultérieurement par les néopédophiles des années 1970. »
Julien Green dans son journal non expurgé publié en 2019 parle abondamment du tourisme sexuel de Gide en Tunisie avec des « petits garçons » et des enfants de dix, onze, douze ou treize ans (p. 135, p. 194, p. 239, p. 584).
L'Envers du journal de Gide et les secrets de sa sincérité de François Derais et Henri Rambaud parle d'avances faites (et repoussées) à un garçon de 15 ans. Gide a alors 72 ans. Une autre fois, il confie une attirance pour un enfant de huit ans (Journal 1918, p. 124).

### Théâtre et chroniques
Durant l'hiver 1898, Gide commence à s'intéresser à l'affaire Dreyfus. Il signe la pétition de soutien à Émile Zola mais refuse de rompre le dialogue avec ceux qui, dans son entourage, prennent le parti inverse. Sans transiger, il s'efforce de comprendre, sinon de convaincre, ses adversaires. Un séjour de dix semaines à Rome — qu'il apprécie enfin — est marqué par la découverte de Nietzsche. Il retrouve chez le philosophe ses pensées les plus secrètes : « La grande reconnaissance que je lui garde, c'est d'avoir ouvert une route royale où je n'eusse, peut-être, tracé qu'un sentier ». Il travaille à Saül. Contrepoint aux Nourritures, l’œuvre doit traduire le danger d'une trop grande disposition à l'accueil, le risque de dissolution de la personnalité. Une fois la pièce achevée, Gide s'obstine vainement à la mettre en scène, ce qui explique sa publication tardive (1903). L'année 1898 se traduit également par une activité de critique et de chroniqueur de plus en plus soutenue, notamment dans L'Ermitage, revue qu'il ne dirige pas, mais à la tête de laquelle il a placé son ami Édouard Ducoté, tout en y jouant un rôle prééminent. Il y parle de Nietzsche, y fait l'éloge funèbre de Mallarmé, y répond aux Déracinés de Barrès… C'est cependant dans La Revue blanche qu'il publie Philoctète qui constituera sa contribution littéraire et intellectuelle au cas du capitaine Alfred Dreyfus,. Peu après, la sortie du Prométhée mal enchaîné, incompris par la critique, passe inaperçue.
Au printemps 1899, Gide se lie avec les époux van Rysselberghe. Les Cahiers de la Petite Dame (Maria van Rysselberghe), commencés en 1918, à l’insu de l’écrivain, et poursuivis jusqu’à sa mort, constituent pour les biographes un témoignage précieux. L'année suivante, Gide entame une collaboration régulière avec La Revue Blanche. Enfin, en 1901, il parvient à faire monter une de ses pièces. Mais la première du Roi Candaule (écrit en 1899) est un désastre. La pièce est éreintée par la critique. Gide prend alors le parti de snober le grand public et le théâtre.

### Del’Immoralisteà laPorte étroite
En 1902, L'Immoraliste obtient plus de succès, mais l’auteur, trop vite assimilé par la critique au personnage de Michel, se sent incompris. Selon lui, Michel n'est qu'une virtualité de lui-même, dont il se purge en écrivant. Après L'Immoraliste, il connaît un passage à vide qui se prolonge jusqu'à la publication de La Porte étroite en 1909. Entre-temps, il peine à écrire, ne publiant guère que Prétextes (recueil de critiques, en 1903), Amyntas (en 1906, sans aucun retentissement critique) et le Retour de l'enfant prodigue (1907). Il publie également un hommage à Wilde, en 1902 : la bataille ainsi engagée pour préserver la mémoire de l’écrivain contre les attaques sournoises de Bosie se poursuivra dans Si le grain ne meurt.
Pendant ces quelques années, de nouvelles amitiés se nouent ou s'approfondissent (avec Jacques Copeau, Jean Schlumberger et Charles Du Bos). D'autres se défont progressivement, avec Jammes notamment, converti par Paul Claudel, même si les dissensions entre les deux amis précèdent cette conversion. Gide également est entrepris par Claudel, qui se qualifie lui-même de « zélote » et de « fanatique ». Ce dernier échoue cependant, car Gide est moins tenté de se convertir que de vivre l'expérience de la foi à travers Claudel, par empathie. C'est aussi durant cette période, après avoir vendu son château de La Roque-Baignard en 1900, qu’il fait construire sa maison à Auteuil, maison qu'il juge inhabitable et que Madeleine prend immédiatement en grippe, mais dans laquelle il vivra vingt-deux ans (1906-1928).

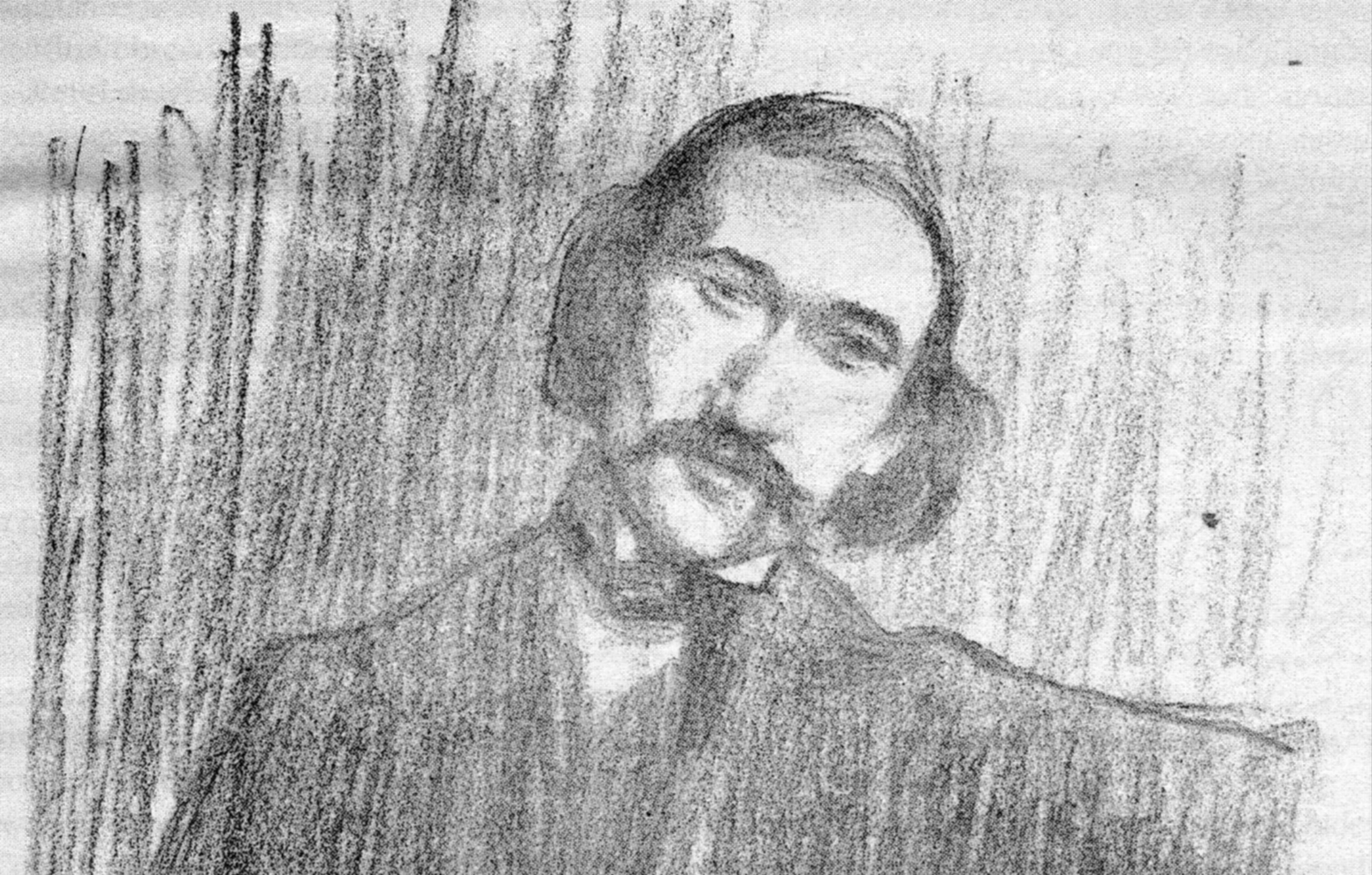
Portrait par Henry Bataille.

La fin de la décennie est marquée par un retour à l'écriture, avec La Porte étroite, et par la création de la Nouvelle Revue Française. La Porte étroite est le premier livre de Gide à lui rapporter quelques subsides. La critique ne tarit pas d'éloges mais, une fois de plus, il se sent incompris. De même qu'on l'avait assimilé à Michel, on l'assimile désormais à Alissa, alors que son effort d'empathie envers son héroïne n'est en rien une approbation. La dimension ironique et critique de l’œuvre passe largement inaperçue.
Quant à la NRF, si Gide n'en est pas officiellement le directeur, il en est du moins le chef de file, entouré de Jean Schlumberger, Jacques Copeau… En 1911, le groupe s'associe à Gaston Gallimard pour adosser une maison d'édition à la revue. Isabelle sera un des premiers titres du catalogue.

### Corydon
C'est à cette période que Gide commence à écrire Corydon, essai socratique qui tend à combattre les préjugés envers l'homosexualité et la pédérastie. Sa décision d'écrire fait suite au procès Renard, qui voit un homme accusé de meurtre, moins en raison des charges qui pèsent contre lui que de ses « mœurs innommables ». Les amis à qui Gide soumet l'ébauche du traité sont effrayés par le scandale et le rejaillissement qu'il pourrait avoir sur sa vie publique et privée, tant et si bien que Gide ne fait d'abord imprimer que les deux premiers chapitres, anonymement et en petit nombre, en 1910. Il complètera son œuvre en 1917-1918, pour ne la publier sous son nom qu'en 1924.
Mais Paul Léautaud, lui, fait de Gide au contraire ce beau portrait, dans son Journal littéraire (27 février 1922) :

« Visite de Gide. Il m’a demandé s’il pouvait me donner à lire, pour en avoir mon avis, quelque chose qu’il vient de faire imprimer, à tirage restreint et non mis dans le commerce. Quelque chose d’assez particulier, et d’assez risqué, et de délicat en même temps, sortes de confessions dans lesquelles, m’a-t-il expliqué pour m’en faire sentir le côté délicat, il n’est pas seul en jeu, mais encore des intimes. Il serait heureux que je lui dise ce que j’en pense. Tout cela avec son ton chuchoté, ses attitudes penchées, sa physionomie si expressive, son ton de perpétuelle confidence. Je ne l’avais jamais aussi bien regardé qu’aujourd’hui. Il a un très beau visage, des yeux d’une expression merveilleuse et un sourire délicieux, séduisant au possible, dans lequel il y a de la grâce d’une femme. Il a ajouté que ces sortes de confessions, il est bien probable du reste qu’il les mettra dans un volume, et telles quelles, sans y rien changer. […] Il m’a encore parlé, quant à la question de rendre public un jour l’écrit en question, de la sorte de risque qu’il y aura pour lui à courir, quant au jugement qu’on pourra porter sur lui… Je lui ai dit alors : « Voyons ! vous devez bien savoir l’opinion qu’on a de vous… » Il m’interrompt : « Vous voulez dire quant aux mœurs ?… » Le diable si je pensais à cela, et si j’aurais osé montrer que j’y pensais. « Mais non, lui dis-je, j’entends littérairement. Certaines gens peuvent ne pas aimer l’esprit qui se dégage de ce que vous écrivez, tout le monde n’en reconnaît pas moins la grande valeur, le grand intérêt, et que vous êtes quelqu’un. » Certainement ces sortes de confessions doivent viser… ses mœurs, et quand il m’a dit pour le côté délicat d’une publication de cette sorte, « vous comprenez, il n’y a pas que soi… on n’est pas seul… », il voulait parler de sa femme, car on sait qu’il est marié, que ces confessions, si elles racontent ses amours « masculines », peuvent mettre en singulière posture. C’est tout de même une vraie hardiesse si vraiment l’écrit en question raconte ces histoires. »

Deux ans après la publication de Corydon, Paul Léautaud rapportera ce petit discours qu'il a tenu à Gide (24 et 27 décembre 1926) :

« Laissez donc ces gens tranquilles. Ce sont des cochons. Ne vous occupez donc pas de ce qu’ils disent. Moi je trouve tout ce que vous faites très bien, très courageux. Je l’ai dit souvent, à des gens qui n’étaient pas de mon avis. Je trouve très bien votre attitude, depuis la vente de vos livres, le Corydon et ces trois volumes nouveaux. Il y a là un grand courage moral, un grand désintéressement. C’est toujours ce que je dis : Vous pouvez prétendre à certaines choses honorifiques. De vous-même, vous y avez renoncé, pour écrire ce qu’il vous plaît d’écrire. Et quand un homme se peint tel qu’il est, avec la plus extrême vérité, toute la franchise possible, c’est toujours très beau, tant pis pour ceux qui ne le sentent pas. Tous ces gens-là sont des salauds, et des hypocrites. Ils sont furieux qu’on puisse arriver à une certaine réputation sans leur avoir jamais rien demandé… […] Il pouvait espérer prétendre à certains honneurs qu’il s’est ainsi interdits lui-même. Je dis aussi que la vie privée des gens ne regarde personne, c’est entendu, mais que nous connaissons tous des écrivains qui ont certaines mœurs sans que cela nuise à leur carrière. Il y en a même en ce moment un exemple avec un certain candidat à l’Académie. Gide lui ne cache rien de ses mœurs. Il les confesse, il les raconte. C’est très courageux aussi, cela. […] Vallette me dit […] que Gide lui apparaît là comme un cas pathologique, un sujet comme on en trouve dans les volumes d’Havelock Ellis. Qu’il est vrai que Gide a toujours dédaigné les honneurs, « les honneurs vulgaires » (ce sont les mots mêmes de Vallette), qu’il a toujours visé plus haut. Qu’il semble bien qu’on ait voulu à un moment le décorer et qu’il a refusé discrètement, sans que personne le sache. Qu’après cela, Gide est libre de coucher avec de petits garçons si cela lui plaît, qu’il est encore libre de le raconter si cela lui plaît également. De là à prétendre que c’est ainsi qu’on doit être ?… (ce que je doute fort qu’il y ait dans l’ouvrage de Gide), non, non, non, et Vallette répète ce qu’il a dit en commençant, qu’il considère Gide comme un « cas », un « cas » intéressant si je veux, mais un « cas », pas autre chose… Ils sont choqués. Ils ne voient même pas la beauté morale, à laquelle souvent n’a pas pensé l’auteur, d’œuvres de ce genre… Quand je dis : beauté morale (mots qui me déplaisent souverainement), j’entends manque d’hypocrisie, franchise, indépendance d’esprit, désintéressement du jugement d’autrui, tout ce que les sots appellent cynisme et perversion. »

1912 est l'année de l'une des plus célèbres bourdes de l'histoire de l'édition quand Gide, lecteur à la NRF, refuse Du côté de chez Swann, en raison du snobisme de son auteur. Il s'en repentira deux ans plus tard, dans un courrier adressé à Proust : « Le refus de ce livre restera la plus grave erreur de la NRF, et (car j’ai cette honte d’en être beaucoup responsable) l’un des regrets, des remords, les plus cuisants de ma vie. » Le brouillon de cette lettre révèle une autre raison, peu glorieuse, à la décision de Gide : ouvrant le livre au hasard, il était tombé sur une métaphore qui lui avait semblé dépourvue de sens (les célèbres vertèbres frontales de la tante Léonie).
L'année 1913 est marquée par la naissance d’une nouvelle grande amitié, unissant Gide à Roger Martin du Gard (qui deviendra par la suite le dédicataire des Faux-monnayeurs), après la publication de Jean Barois par Gallimard. Ami fidèle et critique dénué de flatteuse indulgence, Roger Martin du Gard restera dans la garde rapprochée de Gide jusqu’à la mort de ce dernier.
L’année suivante, la publication des Caves du Vatican, conçu comme « un livre ahurissant, plein de trous, de manques, mais aussi d'amusements, de bizarrerie et de réussites partielles », est un échec. Le livre mécontente notamment Claudel qui y décèle des accents pédérastiques. Après avoir sommé Gide de s’expliquer, il refuse désormais toute collaboration avec lui. Progressivement évincé de la direction effective de la NRF, laissée à Jacques Rivière et à Gaston Gallimard, Gide est désœuvré lorsque commence la Première Guerre mondiale.
Du début de la guerre jusqu'au moins à la fin de l'année 1915, André Gide se sent très proche du mouvement contre-révolutionnaire et royaliste de l'Action française. Au cours de l'année 1915, dans une conversation avec son ami Jean Schlumberger, il dit à ce dernier : « Ce que tu me dis de tes compagnons nationalistes m'intéresse puissamment ! As-tu su que je m'étais décidé à écrire à Maurras, il y a trois mois environ, au sujet de Dupouey [un officier français tué au combat], prétexte que j'étais heureux de saisir, une lettre qu'il a reproduite dans l'Action française ? M'y étant abonné, je la suis chaque jour avec une approbation à peu près constante ». Par la suite, à la fin de la guerre, Gide développe une réflexion sur la complémentarité possible entre la France et l’Allemagne, vision d’une Europe culturelle, qu’il défendra après la guerre (rencontres avec Walther Rathenau,).
1916 est l’année d’une nouvelle tentation de se convertir au catholicisme. La crise est provoquée par la conversion de Ghéon. Pour Gide, le problème est moins religieux que moral : il balance entre un paganisme qui lui permet de s’affirmer dans la joie et une religion qui lui donne des armes pour combattre son péché. Sa réflexion se traduit par l’écriture tourmentée de Numquid et tu. Finalement, la conversion n’a pas lieu, par rejet de l'institution ecclésiastique, par refus de substituer une vérité institutionnelle à une vérité personnelle et d'abandonner son libre examen. Le dogmatisme des catholiques qui l'entourent, comme Paul Claudel, l’écarte également de cette voie. Pour poursuivre son cheminement, il commence la rédaction de Si le grain ne meurt.
L’année suivante est bien différente. Tandis qu’il reprend Corydon, Henri Ghéon s’éloigne définitivement. En mai 1917, Gide tombe amoureux du jeune Marc Allégret alors âgé de 16 ans et entame une brève liaison avec lui lors d'un voyage à Cambridge de juillet à octobre 1918. Alors que désir et amour avaient toujours cheminé séparément, le cœur et le corps vibrent cette fois à l’unisson. C’est alors que Madeleine se détache de lui : pendant qu’il voyage en Angleterre avec Marc, un hasard vient confirmer les doutes qu’elle réussissait encore à taire ; elle brûle toutes les lettres de son mari et se replie chez elle, à Cuverville. Gide, que cette destruction laisse inconsolable (« Je souffre comme si elle avait tué notre enfant »), devient le spectateur impuissant du lent étiolement de celle qui constitue toujours l'axe de sa vie. Ce drame lui offre cependant une liberté nouvelle : celle de publier Corydon et ses mémoires.

### Gloire et rançon

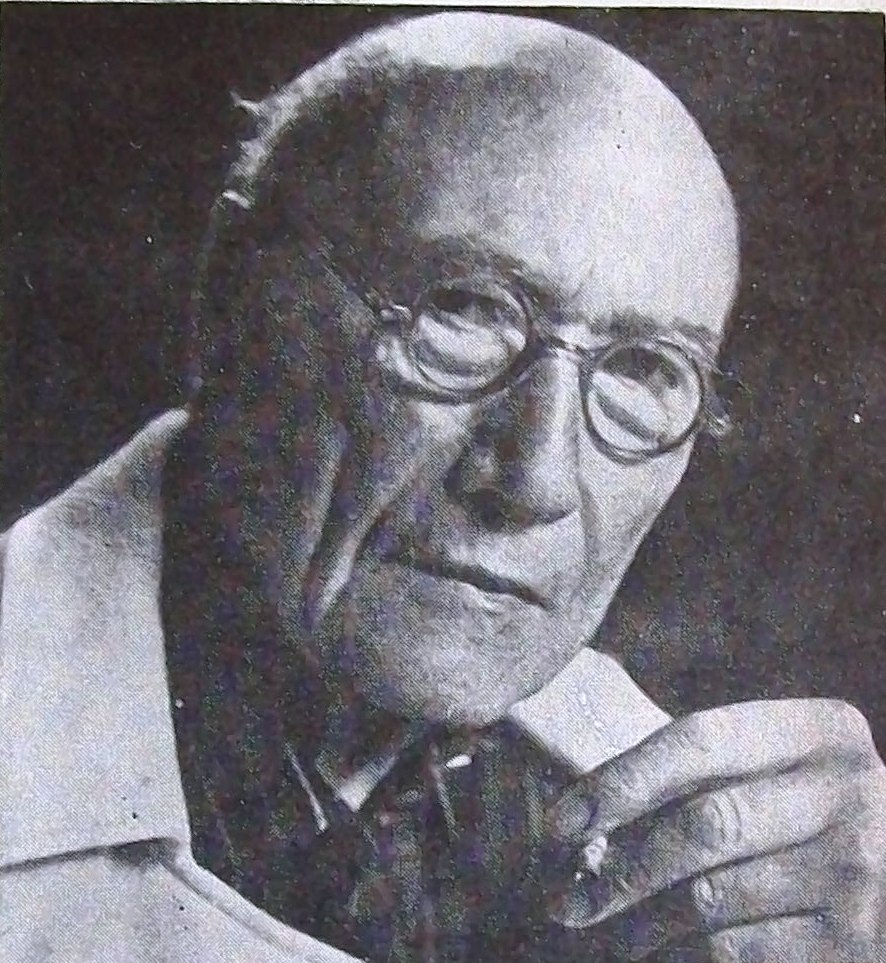
André Gide.

Au sein d’une NRF divisée (la maison d’édition adossée à la revue devient la Librairie Gallimard), Gide garde la fonction symbolique de figure tutélaire. Auteur, il est également chargé de dénicher de nouveaux talents et de rendre possible la coopération entre anciens et nouveaux venus : Louis Aragon, André Breton, Henry de Montherlant.
Dans les années 1920, sa réputation ne cesse de grandir. On écoute cette voix qui parle de transformer les esprits sans évoquer de révolution. On reconnaît également, avec enthousiasme ou consternation, son rôle de guide de la jeunesse. Lui conserve l’impression d’être célèbre sans avoir été lu ni compris.
Son influence lui vaut des attaques virulentes de la droite catholique (Henri Massis, Henri Béraud). On lui reproche ses valeurs, son intellectualisme, la mainmise de la NRF sur la littérature française et même sa langue. Gide, fermement soutenu par Roger Martin du Gard, se défend peu mais défend la NRF. Plusieurs intellectuels de droite (Léon Daudet, François Mauriac), qui l’admirent malgré leurs divergences, refusent de prendre part à cette campagne de dénigrement, sans pour autant le défendre. Gide va d’ailleurs donner à ses ennemis de quoi nourrir leurs attaques, en publiant enfin Corydon, qui n’avait fait l’objet en 1920 que d’un tirage limité, destiné aux proches. Tous ses amis ont tenté de le dissuader, voire, une fois encore, de le convertir. Il préfère mettre en jeu sa situation, se remémorant le cas douloureux d'Oscar Wilde, qui motive sa volonté de faire tomber le masque. Finalement, la publication (en 1924) tombe dans l'indifférence, à la fois parce que le livre est mauvais, trop démonstratif, et parce que l'opinion, si prompte à lever d'autres tabous, n'est pas encore prête à affronter celui-là. Le scandale viendra deux ans plus tard, avec Si le grain ne meurt.

### De la paternité au Congo
Entre-temps la vie de Gide a été bouleversée par un autre événement : la naissance de Catherine (avril 1923) le fait père, avec la complicité d'Élisabeth van Rysselberghe, fille de Maria, à qui il avait écrit : « Je me résigne mal à te voir sans enfant et à n’en pas avoir moi-même ». Catherine Gide ne sera officiellement reconnue par son père qu’après la mort de Madeleine, à qui cette naissance est soigneusement cachée. Gide s’occupe également de l’établissement de Marc Allégret. Il compose ainsi une famille hors norme, qui s’installe avec lui rue Vaneau, lorsqu’il vend la villa Montmorency en 1928. Dans cette nouvelle demeure, une chambre est dédiée à Madeleine et à son absente présence, qui pèse sur lui. Les Faux-monnayeurs, publié en 1925, est le premier livre qui n’est pas écrit en fonction d’elle. Malgré la modernité de la seule œuvre qu’il considère comme un roman, Gide craint d’être daté, souffre d’apathie. Son voyage au Congo, avec Marc Allégret, est l’occasion d’un nouvel élan.

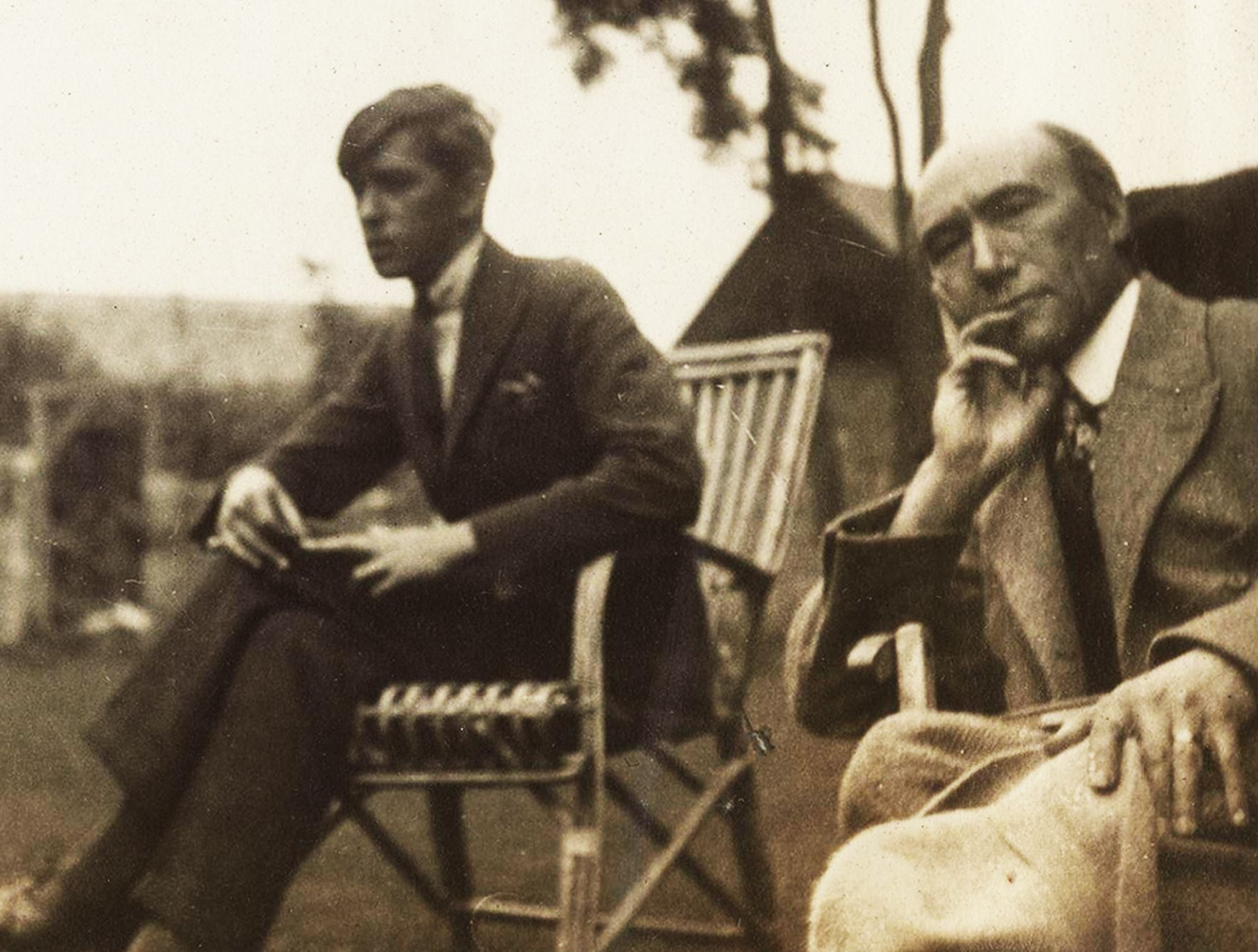
Marc Allégret et André Gide en 1920.

Durant ce voyage de onze mois, Gide retrouve le plaisir de l'exotisme et le goût de l'histoire naturelle. Mais ce qui devait n’être qu’un voyage d'esthète prend malgré lui une autre tournure, face à la réalité. Par-delà la monotonie des paysages et des gens jusqu'à la région de Bangui, il constate à la fois : les pratiques indignes des compagnies concessionnaires agissant en zone forestière, brutalisant et escroquant leurs employés indigènes, employés souvent recrutés de force ; le fait que les administrateurs coloniaux placés en dessous des gouverneurs couvrent la plupart du temps ces abus ; le travail contraint, commandité en général par l'administration elle-même pour des travaux d'intérêt général, mais mené dans des conditions inhumaines par les agents et les gardes. Il observe même que souvent les habitants des villages se cachent à l'arrivée de son expédition, par peur du travail forcé. De façon générale, il est frappé par le mépris sinon la condescendance de la majorité des Blancs pour les Noirs. Plusieurs fois, il mène l'enquête pour éclaircir des cas de mauvais traitement faits à des indigènes.
Pour autant, il ne remet pas en cause le principe colonial. En revanche, il dénonce sans complaisance le régime des grandes concessions et la complicité des agents locaux de l'administration coloniale. Il va bientôt comprendre que les dirigeants à Paris sont avertis de ces pratiques par quelque administrateur courageux, mais aussi qu'ils font silence sur ces faits, y compris les plus graves. Il remet alors son témoignage à Léon Blum, qui le publie dans Le Populaire (Voyage au Congo sera publié par la NRF en 1927). La droite visée et les compagnies accusées dénient à l'écrivain Gide la compétence d'analyser le colonialisme. Pourtant, des enquêtes administratives corroborent ses affirmations. Un débat à l'Assemblée nationale s’achève sur de nombreuses promesses gouvernementales. Gide craint que l’opinion ne se rendorme mais il refuse de prendre sur la question coloniale une position de principe. Le temps de l’engagement politique n’est pas venu.

### Engagement et désillusion
Les conversions au catholicisme se multiplient autour de Gide (Jacques Copeau, Charles Du Bos). Beaucoup guettent sa reddition. Leur désir de voir tomber la citadelle imprenable est d’autant plus aigu que Gide a d’indéniables racines chrétiennes et qu’il s'avance sur le même terrain qu’eux, celui de la morale et de l’esprit. Lassé des attaques comme des tentatives de séduction, Gide réplique en publiant les Nouvelles Nourritures terrestres (1935).
Malgré cette publication, il souffre dans les années 1930 d’un certain essoufflement, qui touche aussi bien l’écriture que les amours ou les voyages, pour lesquels il ressent désormais plus de curiosité que de fièvre. Dans un texte de 1934, Simone Weil le décrit d'ailleurs sans ambages comme un « parasite », vivant dans la recherche perpétuelle de sensations sans jamais s'astreindre une véritable activité, « dans la pensée et dans l’action ».  Sous l'influence de deux nouveaux venus, Pierre Herbart — futur général Le Vigan, qui épouse Élisabeth van Rysselberghe en 1931 — et Bernard Groethuysen, il s'intéresse au communisme, s'enthousiasmant pour l'expérience russe dans laquelle il voit un espoir, un laboratoire de l’homme nouveau, qu’il appelle — sur le plan moral, psychologique et spirituel — de ses vœux.
En s’engageant dans cette voie, Gide cède aussi à la tentation de sortir du purisme esthétique et de faire usage de l'influence acquise à son corps défendant. Sa prise de position n’est guère comprise par ses proches. Roger Martin du Gard accepte mal de voir se terminer par un « acte de foi » une vie occupée à combattre les dogmes. D’ailleurs, si Gide met bien sa gloire en péril, il n’apporte à la cause que la caution de son nom et ne se sent pas vraiment à sa place dans les réunions politiques. Dans cette affaire, il n’engage que sa personne — bien conscient d’être instrumentalisé — et non sa plume, refusant par exemple d’adhérer à l’Association des écrivains et artistes révolutionnaires (dont il va néanmoins présider plusieurs réunions et paraître au comité directeur de la revue Commune, organe de l'AEAR, jusqu'en 1936) : il ne peut se résoudre à compromettre l’autonomie du champ littéraire, qu’il a toujours défendue.
Beaucoup de ses nouveaux alliés regardent avec défiance celui qu'ils considèrent comme un grand bourgeois qui vient à eux, trouvant, à l’instar de Jean Guéhenno, que « les pensées de M. Gide semblent trop souvent ne lui coûter rien. M. Gide n’a pas assez souffert » (Europe, 15 février 1933). Rapidement, alors qu'il accepte de présider tout ce qu'on lui demande de présider, son esprit regimbe contre l'orthodoxie. Il développe pour lui-même une vision du communisme qui concilie égalitarisme et individualisme, évoquant dans son journal « une religion communiste » qui l'effraie. Il est particulièrement actif dans diverses actions antifascistes et apporte son soutien aux auteurs antifascistes allemands exilés en France et sans ressources. En 1936, les autorités soviétiques l’invitent en URSS. Accompagné de quelques proches (Jef Last, Pierre Herbart, Louis Guilloux, Eugène Dabit, Jacques Schiffrin), il accepte de partir. Ses illusions s'effritent : s'il est ébloui par certaines institutions et mœurs — il salue par exemple la beauté et l'activité des « parcs de culture », où l'on « respire partout une sorte de ferveur joyeuse », ou encore la chaleur de l'accueil qu'on lui réserve — il déplore ce qui lui semble témoigner du culte de Staline et du contrôle de l'information. Il accepte progressivement l’amère déception que partagent ses compagnons. Puis il décide de publier son témoignage, Retour de l'U.R.S.S. Le PCF, Aragon en tête, et les autorités soviétiques tentent d’abord d’empêcher la publication, puis d’étouffer l'affaire. En réaction aux procès de Moscou, Gide revient à la charge avec Retouches à mon retour de l'URSS, où il ne se contente plus de faire part d'observations, mais dresse un réquisitoire contre le stalinisme. « Que le peuple des travailleurs comprenne qu'il est dupé par les communistes, comme ceux-ci le sont aujourd'hui par Moscou ». C’est alors un nouveau déchaînement contre lui. On le traite de fasciste, on le pousse vers la droite, dont il refuse de rejoindre les rangs. L’heure du désengagement a sonné. L’homme nouveau n’est pas en URSS, la politique ne lui a pas apporté ce qu’il attendait. Tout en soutenant la cause des républicains espagnols (il soutient notamment les militants calomniés du Parti ouvrier d'unification marxiste ou POUM, parti communiste non-staliniste espagnol), il se remet vite de sa désillusion (sans verser dans l'anticommunisme haineux ou la mauvaise conscience) et essaie de se replonger dans la littérature. Il regrette d’avoir « désappris à vivre », lui qui « savait si bien ».
À ce deuil politique succède un deuil plus intime, celui de Madeleine, morte le 17 avril 1938. Après avoir maudit son époux, celle-ci avait fini par accepter le rôle lointain, mais essentiel qu’elle n’a cessé de jouer auprès de lui, ainsi que l’amour si particulier que Gide lui vouait. Amour dont il confesse l'étrangeté et les difficultés dans Et nunc manet in te, dont le premier tirage est réservé aux intimes.
Gide part à la recherche de sa sérénité perdue. Le contexte historique est peu favorable. La fin de la guerre d'Espagne — « héroïsme bafoué, foi trahie et tricherie triomphante » — emplit son « cœur de dégoût, d’indignation, de rancœur et de désespoir ». La vieillesse lui ôte également certains plaisirs : le piano que ses mains ne parcourent plus aussi souplement ; les voyages pour lesquels il ne ressent plus l’enthousiasme qu’il savait si bien faire partager ; le désir qui s'éteint.

### Seconde Guerre mondiale
Il ne faut que quelques jours à Gide pour passer de l’approbation à la réprobation du maréchal Pétain. Rapidement, il est accusé d'avoir contribué à la défaite en raison de son influence sur la jeunesse. Les journaux de la collaboration font son procès. Les Allemands reprennent en main la NRF, désormais dirigée par Drieu la Rochelle. Gide refuse de s’associer au comité directeur. Il donne un texte au premier numéro puis, devant l’orientation prise par la revue, s’abstient de toute autre publication, à la manière de Mauriac. Malgré les pressions amicales ou inamicales, il publie dans Le Figaro sa volonté d'abandonner la NRF. Il refuse également une place d'académicien.
À l’atmosphère de Paris, il préfère un exil doré et serein sur la Côte d’Azur, publiant occasionnellement des articles de critique littéraire dans Le Figaro. À partir de 1942, les attaques dirigées contre lui (et bien d’autres) s’intensifient, sans qu’il puisse se défendre, pour cause de censure. Seul, il s’embarque pour Tunis. Pendant l’occupation de la ville, il constate avec effroi les effets de l'antisémitisme. Plus que d'autres privations, il souffre de son isolement. Puis il quitte Tunis libérée pour Alger, où il rencontre le général de Gaulle. Il accepte la direction (nominale) de l’Arche, une revue littéraire dirigée contre la NRF. Le 7 juillet 1944, le résistant communiste Arthur Giovoni intervient à l'Assemblée consultative provisoire pour demander que Gide soit emprisonné en raison de passages de son Journal où il mettait en doute le patriotisme des paysans français.
Après la Libération, il choisit de ne pas rentrer directement à Paris. Il craint l'épuration, non pour lui-même ou ses proches, aucun ne s’étant compromis, mais pour la dangereuse unanimité qui se crée à ce moment et qu'il juge totalitaire. Ses nuances et ses doutes lui valent de nouvelles attaques d’Aragon. Il laisse Paulhan, Mauriac et Herbart prendre sa défense. À son retour, en mai 1946, il peine à trouver sa place dans un monde littéraire surpolitisé, lui qui a toujours voulu une littérature autonome. Alors que Sartre utilise volontiers sa notoriété à des fins politiques, Gide refuse d'assumer la sienne, cherchant à fuir ses obligations. Pour s’exprimer, il préfère la publication de Thésée aux tribunes.

### Prix Nobel

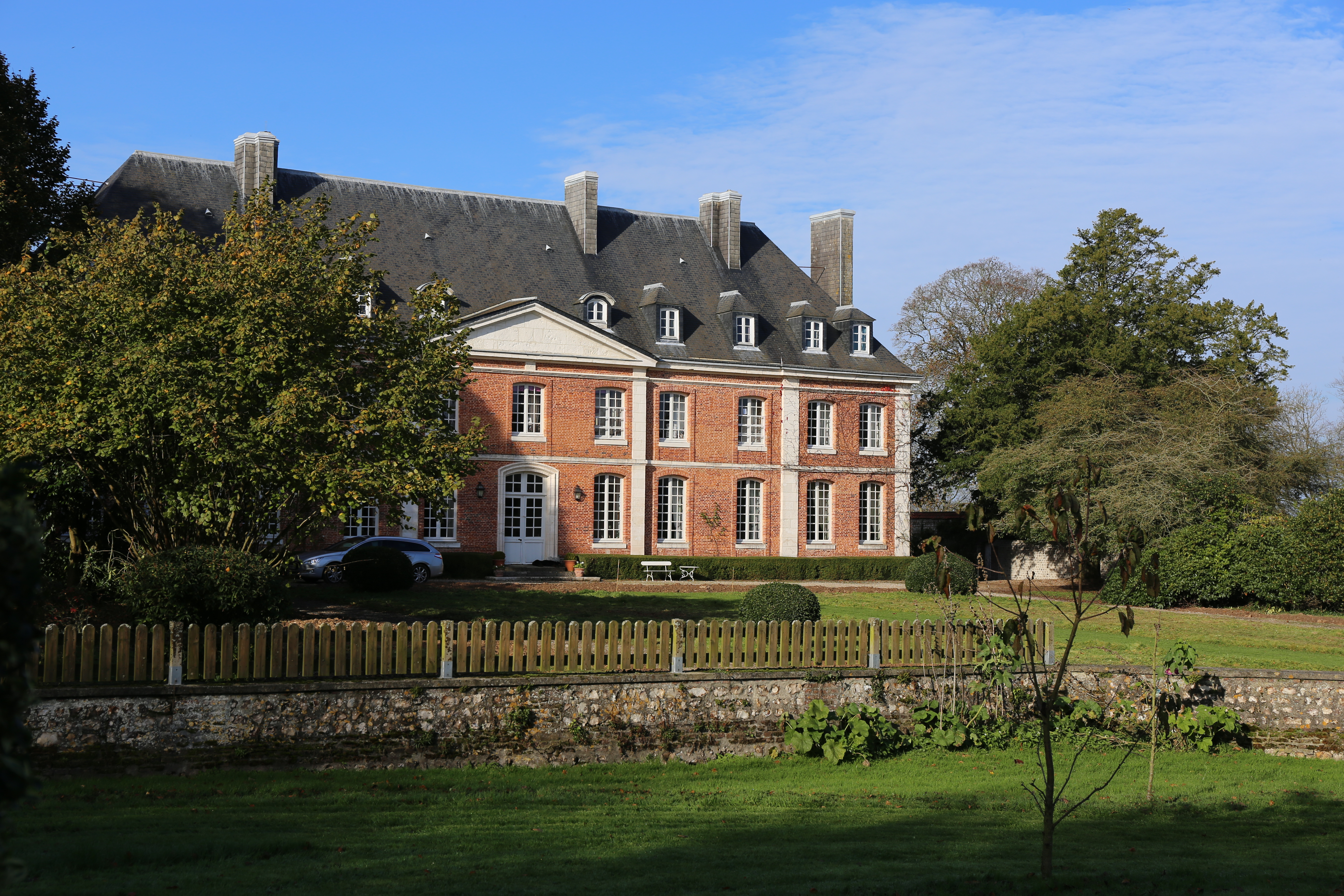
La demeure familiale des Gide, à Cuverville, photographiée en 2014.

Après 1947, il n’écrit presque plus. Tout en affirmant haut et fort qu’il ne renie rien — y compris Corydon —, l'écrivain scandaleux qu'il a été pour certains accepte les hommages des institutions conservatrices : université d'Oxford ; prix Nobel de littérature en 1947, preuves selon lui qu’il a eu raison de croire à la « vertu du petit nombre » qui finit tôt ou tard par l’emporter. Il réaffirme également le rôle de l'intellectuel détaché de l'actualité. C'est par la littérature qu'il s'est dressé contre les préjugés de son temps et son influence est moins redevable à ses engagements politiques qu’à son art. Jean-Paul Sartre décide de suivre une autre voie : sans cesser d’être littéraire, elle fait la part belle à l’engagement politique. Une émouvante rencontre filmée dans la maison de Gide à Cabris en 1950 rassemble les deux hommes pour une sorte de passage de témoin : Gide laisse à Sartre la charge de « contemporain capital » et l'auréole de haine qui l'accompagne.

### Mort

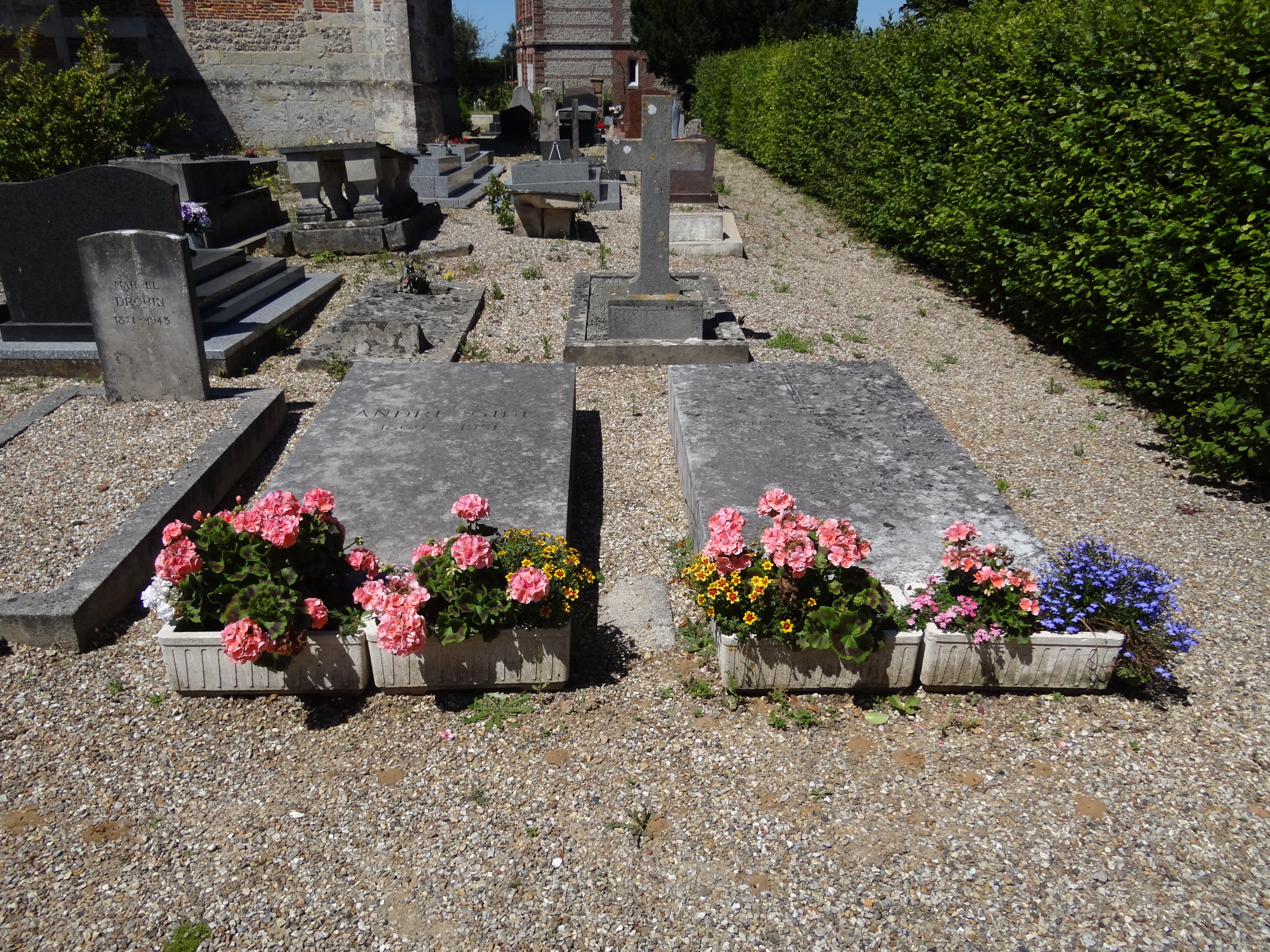
Les tombes d'André Gide et de son épouse Madeleine au cimetière de Cuverville (Seine-Maritime).

Sa principale préoccupation est désormais la publication de ses dernières œuvres, notamment son Journal (premier tome en 1939, second en 1950, avec quelques coupures à chaque fois) qu’il ne veut pas laisser à la charge de sa descendance familiale et spirituelle. En juillet 1950, il commence un dernier cahier, Ainsi soit-il ou Les jeux sont faits, dans lequel il s'efforce de laisser courir sa plume. « Je crois même que, à l'article de la mort, je me dirai : tiens ! il meurt. » En 1927, dans Voyage au Congo, il avait eu cette pensée, d’une plus haute tenue : « Je n’aime point l’orgueilleux raidissement du stoïque ; mais l’horreur de la mort, de la vieillesse et de tout ce qui ne se peut éviter, me semble impie. Je voudrais rendre à Dieu quoi qu’il m’advienne, une âme reconnaissante et ravie ». Malade despotique entouré de ses fidèles, il s’achemine vers une mort calme, dénuée d’angoisse et sans le sursaut religieux que guettaient encore certains. Il meurt à son domicile parisien au 1 bis rue Vaneau le 19 février 1951, à l'âge de 81 ans, des suites d'une congestion pulmonaire. Gide aura ces mots mystérieux sur son lit de mort : « J'ai peur que mes phrases ne deviennent grammaticalement incorrectes. C'est toujours la lutte entre le raisonnable et ce qui ne l'est pas… »
Quelques jours plus tard, il est inhumé auprès de Madeleine, au chevet de l'église dans le petit cimetière de Cuverville (Seine-Maritime), village où l'on peut voir le château familial, près d'Étretat.
L'ensemble de son œuvre est mis à l'Index par le Vatican en 1952.

## Œuvres
- Les Cahiers d'André Walter, L'Art indépendant, 1891.
- Le Traité du Narcisse, L'Art indépendant, 1891.
- Les Poésies d'André Walter, L'Art indépendant, 1892.
- Le Voyage d'Urien, L'Art indépendant, 1893, 105 p. (lire en ligne).
- La Tentative amoureuse, L'Art indépendant, 1893.
- Paludes, L'Art indépendant, 1895.
- Réflexions sur quelques points de littérature et de morale, Mercure de France, 1897.
- Les Nourritures terrestres, Paris : Mercure de France, 1897.
- Feuilles de route 1895-1896, SLND, (Bruxelles), 1897.
- Le Prométhée mal enchaîné, Paris, Nouvelle Revue française, 1899, 158 p. (lire en ligne).
- Philoctète (lire en ligne) et El Hadj, Mercure de France, 1899.
- Lettres à Angèle, Mercure de France, 1900.
- De l'Influence en littérature, L'Ermitage, 1900, rééd. Allia, Paris, 2010, 48 p.,  (ISBN 978-2-84485-358-5)
- Le Roi Candaule, La Revue blanche, 1901.
- Les Limites de l'Art, L'Ermitage, 1901.
- L'Immoraliste, Mercure de France, 1902.
- Saül, Mercure de France, 1903.
- De l'Importance du Public, L'Ermitage, 1903.
- Prétextes, Mercure de France, 1903.
- Amyntas, Mercure de France, 1906, 291 p. (lire en ligne).
- Le Retour de l'Enfant prodigue, Vers et Prose, 1907.
- Dostoïevsky d'après sa correspondance, Jean et Berger, 1908.
- La Porte étroite, Mercure de France, 1909.
- Oscar Wilde, Mercure de France, 1910.
- Nouveaux Prétextes, Mercure de France, 1911.
- Charles-Louis Philippe, Figuière, 1911.
- C.R.D.N., 1911 (tirage privé à 12 exemplaires).
- Isabelle, Paris, H. Jonquières, 1911 (lire en ligne).
- Bethsabé, L'Occident, 1912.
- Ne jugez pas : souvenirs de la cour d'assises, Gallimard, 1913.
- Les Caves du Vatican, NRF, 1914.
- La Symphonie pastorale, NRF, 1919.
- Corydon, 1920 (tirage privé à 21 exemplaires).
- Morceaux choisis, NRF, 1921.
- Pages choisies, Crès, 1921.
- Numquid et tu… ?, SLND [Bruges, 1922].
- Dostoïevsky, Plon, 1923.
- Incidences, NRF, 1924.
- Corydon, NRF, 1924.
- Caractères, La Porte étroite, 1925.
- Les Faux-monnayeurs, Paris, Gallimard, 1925, 503 p. (lire en ligne).
- Si le grain ne meurt, NRF, 1926.
- Le Journal des Faux-Monnayeurs, Paris, Nouvelle revue française, 1927, 144 p. (lire en ligne).
- Dindiki, 1927.
- Voyage au Congo, NRF, 1927.
- Le Retour du Tchad, NRF, 1928.
- L'École des femmes, NRF, 1929.
- Essai sur Montaigne, Schiffrin, 1929.
- Un esprit non prévenu, Kra, 1929.
- Robert, NRF, 1930.
- La Séquestrée de Poitiers, Gallimard, 1930.
- L'Affaire Redureau, Gallimard, 1930.
- Œdipe, Schiffrin, Paris : Éditions de la Pléiade, 1931.
- Divers, Gallimard, 1931.
- Perséphone, Gallimard, 1934.
- Pages de Journal 1929-1932, Gallimard, 1934.
- Les Nouvelles Nourritures, Gallimard, 1935.
- Nouvelles Pages de Journal 1932-1935, Gallimard, 1936.
- Geneviève, Gallimard, 1936.
- Retour de l'U.R.S.S., Gallimard, 1936.
- Retouches à mon Retour de l'U.R.S.S., Gallimard, 1937.
- Notes sur Chopin, Revue Internationale de Musique, 1938.
- Journal 1889-1939, Paris : NRF, 1939. Collection " Bibliothèque de la Pléiade ", no 54. Réimprimé en 1977. Téléchargeable sur Gallica.
- Les pages immortelles de Montaigne (préface et anthologie), Corrêa, 1939.
- Découvrons Henri Michaux, Gallimard, 1941.
- Théâtre : Saül, Le Roi Candaule, Œdipe, Perséphone, Le Treizième Arbre, Gallimard, 1942.
- Interviews imaginaires, Éd. du Haut-Pays, 1943.
- Pages de Journal, Alger, Charlot, 1944. Sur la période 1939-1941.
- Pages de Journal 1939-1942, Schiffrin, 1944.
- Thésée, New York : Pantheon Books, J. Schiffrin, 1946. Gallimard, 1946
- Souvenirs littéraires et problèmes actuels, Les Lettres Françaises, 1946.
- Le Retour, Ides et Calendes, 1946.
- Paul Valéry, Domat, 1947.
- Poétique, Ides et Calendes, 1947.
- Le Procès, Gallimard, 1947.
- L'Arbitraire, Le Palimugre, 1947.
- Préfaces, Ides et Calendes, 1948.
- Rencontres, Ides et Calendes, 1948.
- Les Caves du Vatican (farce), Ides et Calendes, 1948.
- Éloges, Ides et Calendes, 1948.
- Robert ou l'Intérêt général, Ides et Calendes, 1949.
- Feuillets d'automne, Mercure de France, 1949.
- Anthologie de la poésie française, NRF, 1949.
- Journal 1942-1949, Gallimard, 1950.
- Littérature engagée, Gallimard, 1950.
- Égypte 1939, SLND [Paris, 1951].
- Et nunc manet in te, Ides et Calendes, 1951.

### Parutions posthumes
- Ainsi soit-il ou Les Jeux sont faits, Gallimard, 1952.
- Journal 1939-1949. Souvenirs, Gallimard, Bibliothèque de la Pléiade, 1954.
- Le Récit de Michel, Ides et Calendes, 1972.
- À Naples, Fata Morgana, 1993.
- Le Grincheux, Fata Morgana, 1993.
- L'Oroscope ou Nul n'évite sa destinée (scénario), Jean-Michel Place, 1995.
- Isabelle (scénario avec Pierre Herbart), Lettres Modernes, 1996.
- Journal, vol. 1 : 1887-1925, vol. 2 : 1926-1950, Gallimard, Bibliothèque de la Pléiade, 1996, 1997.
- Le Ramier, Gallimard, 2002.
- Hugo, hélas !, Fata Morgana, 2002.
- Histoire de Pierrette, Fata Morgana, 2010.
- Quelques réflexions sur l’abandon du sujet dans les arts plastiques, Fata Morgana, 2011.
- Le voyage d’Urien, fac-similé de l'édition originale initialement publiée en 1893 avec les lithographies de Maurice Denis, Fata Morgana, 2022 •  (ISBN 978-2-37792-120-1)

### Sources primaires
1. ↑  A. Gide, Si le grain ne meurt, p. 44, Gallimard, Paris, 1955.
2. ↑  A. Gide, Lettre à Jacques Schiffrin, 29 septembre 1949.
3. ↑  Si le grain ne meurt, I, chapitre 7.
4. ↑  Journal, mars 1893.
5. ↑  Si le grain ne meurt, I, chapitre 3.
6. ↑  Si le grain ne meurt, II, chapitre 2.
7. 1 2  Si le grain ne meurt, I, chapitre 5.
8. ↑  Si le grain ne meurt, I, chapitre 8.
9. ↑  Si le grain ne meurt, in Souvenirs et Voyages, Gallimard, « Bibliothèque de la Pléiade », 2001, p. 217.
10. ↑  Si le grain ne meurt, in Souvenirs et Voyages, Gallimard, « Bibliothèque de la Pléiade », 2001, p. 215.
11. ↑  Si le grain ne meurt, I, chapitre 10.
12. ↑  Journal, avril 1893.
13. ↑  Si le grain ne meurt, II, chapitre 1.
14. ↑  L'Ermitage, mai 1897.
15. ↑  Œuvres complètes, XV, 514.
16. ↑  Correspondance, 1899-1926, Paul Claudel, André Gide.
17. ↑  Correspondance avec J. Copeau, 8 juin 1912.
18. ↑  André Gide - Jean Schlumberger, Correspondance, Gallimard, 1993 (présentation en ligne), p. 615.
19. ↑  Réflexions sur l'Allemagne, NRF, juin 1919.
20. ↑  Journal, Tome I, 1887-1925, feuillets de 1921, pages 1152-54.
21. ↑  Journal, 3 janvier 1922.
22. ↑  Journal, 22 novembre 1918.
23. ↑  Les Cahiers de la petite dame, Maria van Rysselberghe, 29 août-13 septembre 1922.
24. ↑  Voyage au Congo, Gallimard, 1948, p. 175-177.
25. ↑  Journal, 13 mai 1931.
26. ↑  Gide Martin du Gard, Correspondance, 3 avril 1933.
27. ↑  Journal, 29 août 1933.
28. ↑  Journal, 8 mai 1937.
29. ↑  Journal, 26 janvier 1939.
30. ↑  Journal, 21 et 24 juin 1940.
31. ↑  Débats de l'Assemblée consultative provisoire (Alger, 7 juillet 1944), question no 27. in : André Gide. Journal 1939-1942. NRF Gallimard, 1946, Appendice II, pp. 200-202.
32. ↑  Journal, 19 janvier 1948.
33. ↑  André Gide, Voyage au Congo, Gallimard, 1928, p. 26

### Sources secondaires
1. ↑  « https://archives.yvelines.fr/rechercher/archives-en-ligne/correspondances-du-musee-departemental-maurice-denis/correspondances-du-musee-maurice-denis », sous le nom GIDE André (consulté le 12 février 2022)
2. ↑  « https://calames.abes.fr/pub/bljd.aspx#details?id=FileId-250 »
3. ↑  Archives de Paris, « État-civil du 6e arrondissement, registre des naissances du 10 novembre au 9 décembre 1869, vue 14 / 31, V4E 746 » , sur https://archives.paris.fr (consulté le 15 mars 2025)
4. ↑  Archives de Paris, « État-civil du 6e arrondissement, registre des décès du 1er janvier au 27 février 1951, vue 28 / 31, 7D 234 » , sur https://archives.paris.fr (consulté le 15 mars 2025)
5. ↑  Martine Léonard, « André Gide et la mise en scène textuelle », Études françaises, vol. 14, nos 1-2,‎ avril 1978, p. 47 (lire en ligne).
6. ↑  Jocelyn Van Tuyl, « Introduction », dans André Gide & la Seconde Guerre mondiale : L’Occupation d’un homme de lettres, Presses universitaires de Lyon, coll. « André Gide - Textes et correspondances », 2017, 7–37 p. (ISBN 978-2-7297-1175-7, lire en ligne)
7. ↑  Archives de Paris, « État-civil du 6e arrondissement, registre des décès du 7 octobre au 11 novembre 1880, vue 16 / 31, V4E 3228 » , sur https://archives.paris.fr (consulté le 15 mars 2025)
8. ↑  Claude Bufnoir et Paul Gide, « Paul Gide - Notice nécrologique », Revue internationale de l'enseignement, vol. 1, no 1,‎ 1881, p. 175–184 (lire en ligne, consulté le 15 mars 2025)
9. ↑  Archives nationales, Base de données Léonore, « GIDE Jean Paul Guillaume » , sur https://www.leonore.archives-nationales.culture.gouv.fr (consulté le 15 mars 2025)
10. ↑  D. Fernandez, Ramon, p. 302–306, Grasset, Paris, 2008  (ISBN 2246739411).
11. ↑  Colombe Schneck, « École alsacienne, les liens du rang », GQ, septembre 2015, pages 94-98.
12. ↑  Jean Delay, La Jeunesse d'André Gide, Gallimard, 1956, p. 346-347.
13. ↑  Martine Sagaert, « Les Petits Comptes d'une grande bourgeoise : Mme Gide », Historama no 56, octobre 1988, p. 76-81.
14. ↑  Jean Delay, La Jeunesse d'André Gide, p. 383.
15. ↑  Le Voyage d'Urien, notice et notes sur le texte, tome I des Œuvres complètes d'André Gide, Bibliothèque de la Pléiade, éditions Gallimard, 2009  (ISBN 978-2-07-011779-6), p. 1270-1278.
16. ↑  Peter André BLOCH, « Le voyage de noces d'André Gide: Concordances et paradoxes », Bulletin des Amis d'André Gide, vol. 31, no 138,‎ 2003, p. 217–228.
17. ↑  Peter André BLOCH, « Le voyage de noces d'André Gide: Concordances et paradoxes », Bulletin des Amis d'André Gide, vol. 31, no 138,‎ 2003, p. 217–228 (ISSN 0044-8133, lire en ligne, consulté le 7 septembre 2022).
18. ↑  « Ces femmes qui ont épousé des homosexuels sans le savoir », sur Bibliobs (consulté le 6 juin 2016).
19. ↑  Anne-Claude Ambroise-Rendu, Histoire de la pédophilie, XIXe – XXIe siècle, Fayard, 2014, page 113.
20. ↑   France Culture.
21. ↑  Publié par Le Nouveau Portique, 1952, p. 110.
22. ↑  Philoctète, notice et notes sur le texte, tome I des Œuvres complètes d'André Gide, Bibliothèque de la Pléiade, éditions Gallimard, 2009  (ISBN 978-2-07-011779-6), p. 1339-1346.
23. ↑  Correspondance André Gide-Eugène Rouart, volume 1 (1893 à 1901), éditée par David H. Walker, Presses universitaires de Lyon, 2006,  (ISBN 9782729707958), p. 51.
24. ↑  André Gide & Marc Allégret - Le roman secret, Pierre Billard, Plon, 2006.
25. ↑  Cf. Pierre Lepape, André Gide le messager, p. 462-63, Seuil, 1997.
26. ↑  Simone Weil, La condition ouvrière, Gallimard, 1951 (lire sur Wikisource, lire en ligne ), « Lettre à une élève (1934) » :« Il y a des gens qui n’ont vécu que de sensations et pour les sensations ; André Gide en est un exemple. Ils sont en réalité les dupes de la vie, et, comme ils le sentent confusément, ils tombent toujours dans une profonde tristesse où il ne leur reste d’autre ressource que de s’étourdir en se mentant misérablement à eux-mêmes. Car la réalité de la vie, ce n’est pas la sensation, c’est l’activité — j’entends l’activité et dans la pensée et dans l’action. Ceux qui vivent de sensations ne sont, matériellement et moralement, que des parasites par rapport aux hommes travailleurs et créateurs, qui seuls sont des hommes. J’ajoute que ces derniers, qui ne recherchent pas les sensations, en reçoivent néanmoins de bien plus vives, plus profondes, moins artificielles et plus vraies que ceux qui les recherchent. »
27. ↑  Nicole Racine, « L'Association des écrivains et artistes révolutionnaires (AEAR). La revue Commune et la lutte idéologique contre le fascisme (1932/1936) », Le Mouvement social, janvier-mars 1966, no 54, p. 29-47.
28. ↑  Cf Michel Izard, Un moment de la conscience européenne, in revue Terrain, no 17, octobre 1991.
29. ↑  Il met par exemple, de novembre 1933 à juin 1934, à disposition de Ludwig Turek un logement chez lui, 1, rue Vaneau. Cf. Claude Foucart, Le temps de la « gadouille » ou : Le dernier rendez-vous d’André Gide avec l’Allemagne (1933-1951), Peter Lang, 1997, p. 35.
30. ↑  « Retour de l'U.R.S.S., par André Gide », sur www.gutenberg.ca (consulté le 10 août 2018).
31. ↑  Gide, Martin du Gard, Annexe à Correspondance, 1935-1951.
32. ↑  Harry Bellet, « Pour Gide le sulfureux, un repos en pays de Caux, mais sans croix », Le Monde.fr,‎ 6 août 2015, p. 20 (lire en ligne, consulté le 7 septembre 2022).
33. ↑  Bujanda, Jesús Martínez de., Higman, Francis M., James K. Farge et Université de Sherbrooke. Centre d'études de la Renaissance., Index des livres interdits, Sherbrooke (Québec)/Genève, Centre d'études de la Renaissance, Éditions de l'Université de Sherbrooke, ©1984-, 671 p. (OCLC 14371014, lire en ligne).

### Iconographie
- 1898 av - Portrait d'André Gide, par Félix Vallotton, paru dans Le Livre des masques, de Remy de Gourmont en (1898).
- s. d. - Portrait d'André Gide par Henry Bataille.
- s. d. - Portrait d'André Gide par Théo van Rysselberghe.
- 1951 - les 20-21 février Portraits mortuaires d'André Gide, dessins et huiles par Lucien Fontanarosa.

### Filmographie et scénarios
- 1927 : Voyage au Congo de Marc Allégret, scénario de Gide et Allégret
- 1927 : En Tripolitaine (Les Troglodythes) de Marc Allégret, scénario de Gide
- 1929 : Papoul ou l'Agadadza de Marc Allégret, scénario de Gide d'après la nouvelle L'Agadadza de Louis d'Hée
- 1932 : Fanny de Marc Allégret, Gide joue un figurant (non crédité)
- 1950 : La vie commence demain de Nicole Vedrès, Gide joue son propre rôle

### Musique
- Alissa, cycle de 8 chansons, (texte de André Gide), de Darius Milhaud (1913)
- Poème de Gitanjali, (texte de Rabindranath Tagore et André Gide), de Darius Milhaud (1914)
- Le Retour de l'enfant prodigue, cantate (texte de André Gide), de Darius Milhaud (1917)
- Perséphone, opéra (sur un livret d'André Gide), de Igor Stravinsky (1934)

### Notices
- Ressources relatives aux beaux-arts :   - AGORHA
  - British Museum
  - Cooper–Hewitt, Smithsonian Design Museum
  - Grove Art Online
  - MutualArt
  - National Gallery of Art
  - National Portrait Gallery
  - Nationalmuseum
  - Union List of Artist Names
- Ressources relatives à la musique :   - International Music Score Library Project
  - Carnegie Hall
  - Discogs
  - MusicBrainz
  - Muziekweb
  - Répertoire international des sources musicales
- Ressources relatives au spectacle :   - Archives suisses des arts de la scène
  - Les Archives du spectacle
  - Internet Broadway Database
  - Kunstenpunt
- Ressources relatives à la littérature :   - Internet Speculative Fiction Database
  - NooSFere
- Ressources relatives à l'audiovisuel :   - IMDb
  - Unifrance
- Ressource relative à la santé :   - Bibliothèque interuniversitaire de santé
- Ressource relative à plusieurs domaines :   - Radio France
- Ressource relative à la vie publique :   - Maitron
- Notices dans des dictionnaires ou encyclopédies généralistes :   - Britannica
  - Brockhaus
  - Den Store Danske Encyklopædi
  - Deutsche Biographie
  - Dictionnaire historique de la Suisse
  - Enciclopedia italiana
  - Enciclopedia De Agostini
  - Enciclopédia Itaú Cultural
  - Gran Enciclopèdia Catalana
  - Hrvatska Enciklopedija
  - Internetowa encyklopedia PWN
  - Nationalencyklopedin
  - Munzinger
  - Proleksis enciklopedija
  - Store norske leksikon
  - Treccani
  - Universalis
  - Visuotinė lietuvių enciklopedija
- Notices d'autorité :   - VIAF
  - ISNI
  - BnF (données)
  - IdRef
  - LCCN
  - GND
  - Italie
  - Japon
  - CiNii
  - Espagne
  - Belgique
  - Pays-Bas
  - Pologne
  - Israël
  - NUKAT
  - Catalogne
  - Suède
  - Vatican